# جرج سندرز
جرج هنری سندرز (انگلیسی: George Henry Sanders؛ زاده ۳ ژوئیهٔ ۱۹۰۶ – درگذشته ۲۵ آوریل ۱۹۷۲) هنرپیشه فیلم و تلویزیون، ترانه‌سرا، مؤلف و آهنگساز اهل انگلستان بود. تن صدا و لهجهٔ غلیظ اشرافی انگلیسی او باعث می‌شد که غالباً او را به عنوان شخصیت‌های پیچیده در نظر بگیرند.
او بیش از چهل سال در این زمینه‌های هنری فعال بوده و در ۱۹۴۰ بازی او در فیلم ربه‌کا در نقش جک پاول، اسکات فولیوت در خبرنگار خارجی و چندین فیلم دیگر سبب شهرت او شد.

## جوایز

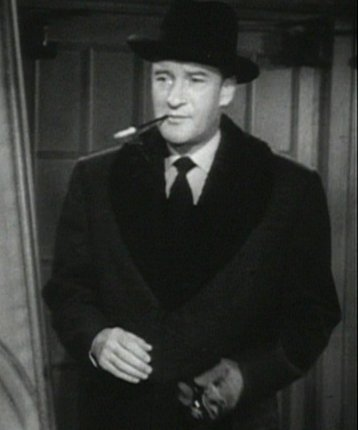
جرج سندرز در نقش آدیسون دویت در پیش‌پردههمه‌چیز درباره ایو (۱۹۵۰)

- جایزه اسکار بهترین بازیگر نقش مکمل مرد (۱۹۵۰) در فیلم همه چیز درباره ایو

## فیلم‌شناسی
- لویدز لندن (۱۹۳۶)
- چهار مرد و یک نیت خیر (۱۹۳۸)
- ربه‌کا (۱۹۴۰)
- خانه هفت شیروانی (۱۹۴۰)
- خبرنگار خارجی (۱۹۴۰)
- تعقیب تبهکار (۱۹۴۱)
- ماه و شش پشیز (۱۹۴۲)
- این زمین مال من است (۱۹۴۳)
- تصویر دوریان گری (۱۹۴۵)
- سامسون و دلیله (۱۹۴۹)
- همه چیز درباره ایو (۱۹۵۰)
- آیوانهو (۱۹۵۲)
- سفر به ایتالیا (۱۹۵۴)
- آن احساس مطمئن (۱۹۵۶)
- سلیمان و سبا (۱۹۵۹)
- تیری در تاریکی (۱۹۶۴)
- یاغی‌ها (۱۹۶۴)
- کتاب جنگل (۱۹۶۷)
- اوقات خوش (۱۹۶۷)
- دختری از ریو (۱۹۶۹)
- شب بی‌پایان (۱۹۷۲)

## سال‌های آخر و مرگ

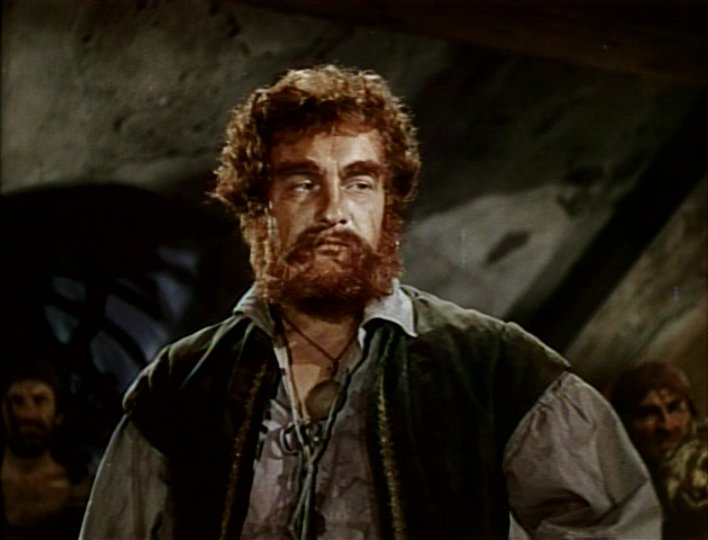
سندرز در نقش ناخدا بیلی لیچ در فیلم قوی سیاه (۱۹۴۲)

سندرز سال‌های آخر دچار بیماری زوال عقل، ضعف شدید در سلامتی شده بود و در آخرین فیلم‌هایش، به دلیل از دست دادن تعادل، به شدت تلو تلو می‌خورد. بر اساس بیوگرافی آرون، او یک سکته کوچک نیز داشت. سندرز نمی‌توانست افول چشم‌انداز سلامتی خود و نیاز به کمک دیگران در انجام کارهای روزمرهٔ خود را تحمل کند و عمیقاً از این وضعیت افسرده شده بود.
زمانی که متوجه شد که او دیگر نمی‌تواند گراند پیانوی خود را بنوازد، آن را به بیرون کشید و با تبر کوبید.
او در سن ۶۵ سالگی خودکشی نمود. آخرین یادداشت او قبل از خودکشی این بود: «مردم عزیز، من شما را ترک می‌کنم چون حوصله ام سر رفته. احساس می‌کنم به اندازه کافی زندگی کرده ام. من شما را با تمام دلواپسی‌هایتان در این فاضلاب دل‌انگیز تنها می‌گذارم. موفق باشید»
جورج سندرز ۲۵ آوریل ۱۹۷۲